# Charles-Emmanuel de Crussol
Pour les articles homonymes, voir Crussol.
Ne doit pas être confondu avec Alexandre-Charles-Emmanuel de Crussol.
Charles-Emmanuel de Crussol, 8e duc d'Uzès, est un aristocrate français né le 11 janvier 1707 à Paris où il est mort le 3 février 1762.

## Biographie
Fils de Jean-Charles de Crussol et de Marguerite de Bullion, il devient duc d'Uzès à la mort de son père en 1739. Il épouse Émilie de La Rochefoucauld avec laquelle il a trois enfants :
- François-Emmanuel (1728-1802), qui épousera Magdeleine de Pardaillan de Gondrin ;
- Charles-Emmanuel (1730-1743) ;
- Charlotte-Émilie (1732-1791) qui épousera Louis-Marie-Bretagne de Rohan-Chabot en 1758.